# Motorcycle Emptiness
«Motorcycle Emptiness» es un sencillo de la banda de rock alternativo Manic Street Preachers. Fue lanzado el 1 de junio de 1992, a través de Columbia Records. Fue el quinto sencillo del álbum debut, Generation Terrorist.

## Antecedentes
La pista es de ritmo más lento que la mayoría de las demás en el álbum. Sus letras están inspiradas por SE Hinton 's libro de la ley de la calle, sobre la cultura biker gang. La canción ha sido interpretada por la banda como un ataque a la vacuidad de la forma de vida del consumidor ofrecida por el capitalismo, que describe cómo la sociedad espera que los jóvenes sean conformistas.
La canción fue derivado de las canciones Manics primeros "Ve, Buzz bebé, Go" (con el que comparte la estructura de acordes y la frase "Motorcycle Emptiness" al final de la canción a través de los acordes) y "Behave Yourself Baby", un áspero demo con una estructura similar, que tiene las líneas "Todo lo que quiero de ti es la piel que viven dentro", similar a "Todo lo que quiero de ti son las patadas que nos has dado" en esta canción.
Algunas de las letras se toman del poema "Neon Soledad" (la primera línea del coro: "Bajo la soledad de neón", un ascensor directo) por el poeta irlandés Patrick Jones, el hermano de Manics bajista y letrista Nicky Wire . "Motorcycle Emptiness" se incluyó también en Forever Delayed, el Manics 'álbum de grandes éxitos, en octubre de 2002, y lanzado como sencillo de la compilación reeditado en febrero de 2003.

## Lanzamiento
La canción alcanzó el número diecisiete en la lista de sencillos del Reino Unido el 13 de junio de 1992. Permaneció allí por una semana y pasó un total de seis semanas en el top 75, dos semanas más que cualquier canción de su mismo álbum. 

### Premios
En 2006, los lectores de la revista Q votaron la canción como la mejor canción por siglos.

## Lista de canciones
| CD  |                          |          |  |
| N.º | Título                   | Duración |  |
| 1.  | «Motorcycle Emptiness»   | 6:02     |  |
| 2.  | «Bored Out of My Mind»   | 2:57     |  |
| 3.  | «Crucifix Kiss (Live)»   | 3:10     |  |
| 4.  | «Under My Wheels (Live)» | 3:01     |  |

| Under My Wheels (Live) |        |          |  |
| N.º                    | Título | Duración |  |

| Bored Out of My Mind |        |          |  |
| N.º                  | Título | Duración |  |

| 2003 reissue CD |                                  |          |  |
| N.º             | Título                           | Duración |  |
| 1.              | «Motorcycle Emptiness»           | 6:02     |  |
| 2.              | «4 Ever Delayed»                 | 3:38     |  |
| 3.              | «Little Baby Nothing (Acoustic)» | 4:54     |  |